# Kvinnors rättigheter i Qatar

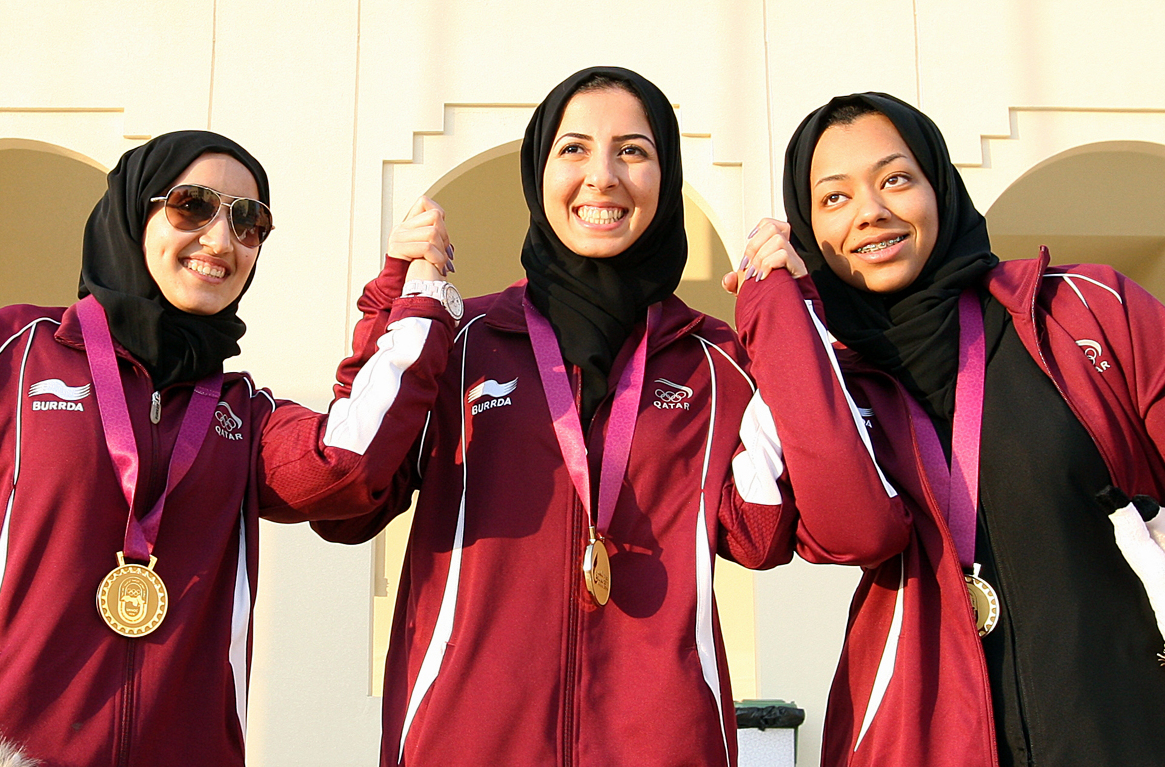
Shaikha Khalaf Al Mohammed, Mehbubeh Akhlaghi och Bahiya Al-Hamad från Qatars damlandslag i skytte firar sina medaljer i 2011 års pan-arabiska spel.

Kvinnors rättigheter i Qatar begränsas av lagen om manlig förmyndarskap i landet och influeras av wahhabism inom islam. Andelen kvinnor på arbetsmarknaden i Qatar är över genomsnittet i världen och bland de högsta i arabvärlden tack vare att fler kvinnor studerar på högre lärosäten.
Könen är oftast uppdelade i landet och kvinnor förväntas bära traditionella kläder, vilket oftast innefattar abaya och shayla. Psykologen Mouza al-Malki hävdar att uppdelningen av könen snarare beror på kulturella än religiösa faktorer. Kvinnor i Qatar måste få godkännande från sin manliga förmyndare för att få gifta sig, studera utomlands med stipendium från staten, arbeta inom många statliga yrken, resa utomlands till en viss ålder, få viss reproduktiv hälsovård och vara förmyndare till ett barn, även vid skilsmässa.